# Hapsifera nigraurella
Hapsifera nigraurella är en fjärilsart som beskrevs av Pierre E.L. Viette 1967. Hapsifera nigraurella ingår i släktet Hapsifera och familjen äkta malar.
Artens utbredningsområde är Madagaskar. Inga underarter finns listade i Catalogue of Life.